# Maravillas (película)
Maravillas es una película española dirigida por Manuel Gutiérrez Aragón en 1981.

## Argumento
Maravillas es una chica de quince años a quien su padre, fotógrafo sin trabajo roba dinero para sus pequeños vicios eróticos. Afortunadamente, Maravillas tiene unos antiguos padrinos, de origen judío sefardita, que la visitan y miman. Cuando era pequeña al que más quería era a Salomón, pero fue obligado a no visitarla más cuando los padrinos descubrieron que había sometido a la niña a una arriesgada prueba para que nunca jamás tuviera miedo en la vida. Tiempo después Maravillas conoce a un chico, Chessman, que trabaja con Salomón en un show y se gustan. Ella se ve envuelta en el robo de una esmeralda y la ayuda al tratar con unos delincuentes. Llevan la joya a un perista. Éste aparece misteriosamente estrangulado y la esmeralda ha desaparecido. El padre de Maravillas es el principal sospechoso del crimen, debido a su vida licenciosa. 

## Premios
Fotogramas de Plata 1981
| Categoría                        | Persona                 | Resultado |
| -------------------------------- | ----------------------- | --------- |
| Mejor película española          | Mejor película española | Ganadora  |
| Mejor intérprete de cine español | Fernando Fernán Gómez   | Candidato |

Premios Sant Jordi
| Categoría               | Resultado |
| ----------------------- | --------- |
| Mejor película española | Ganadora  |

Festival Internacional de Cine de Chicago
| Categoría                 | Resultado |
| ------------------------- | --------- |
| Hugo de Plata (2º premio) | Ganadora  |